# Жаскайрат (Кзылкогинский район)
Жаскайрат (каз. Жасқайрат) — село в Кзылкогинском районе Атырауской области Казахстана. Административный центр Уильского сельского округа. Находится примерно в 18 км к западу-северо-западу (WNW) от села Миялы, административного центра района, на высоте 39 метров над уровнем моря. Код КАТО — 234849100.

## Население
В 1999 году численность населения села составляла 1937 человек (979 мужчин и 958 женщин). По данным переписи 2009 года, в селе проживало 2026 человек (1057 мужчин и 969 женщины).